# Necropoli di Torre Guaceto
La Necropoli di Torre Guaceto è un sito archeologico scoperto casualmente nel 2019, che si trova all'interno della Riserva naturale statale Torre Guaceto, poco a nord di Brindisi.

## Descrizione
L'individuazione del sito come area di inumazione risale al 2019, quando in maniera fortuita a seguito di una mareggiata furono scoperte le prime 4 tombe ad inumazione.
Gli scavi condotti nel 2021 hanno permesso di scoprire una necropoli funzionale all'abitato, che si pensa sorgesse sul promontorio dove si trova la torre che dà nome alla riserva. I depositi funerari scoperti in questa occasione furono 15, del tipo a cremazione risalenti alla fine dell'età del Bronzo.
Altri scavi condotti nel 2022 hanno portato alla luce 20 altre tombe, portando a 35 il totale delle tombe ritrovate in questa necropoli.
Nella campagna di scavo condotta nel 2024 sono state individuate ulteriori 43 tombe, delle quali più della metà in ottimo stato di conservazione. In totale sono state portate alla luce 108 tombe, di cui molte databili verso la fase finale dell'età del Bronzo.